# Staldenried
Staldenried é uma comuna da Suíça, no Cantão Valais, com cerca de 586 habitantes. Estende-se por uma área de 14,30 km², de densidade populacional de 41 hab/km². Confina com as seguintes comunas: Eisten, Stalden, Visperterminen. 
A língua oficial nesta comuna é o Alemão.